# Natalie Dormer
Natalie Dormer (Reading, 1982. február 11. –) angol színésznő. 
Legismertebb szerepei Boleyn Anna királyné a Tudorok (2007–2008), valamint Margaery Tyrell a Trónok harca (2012–2016) című televíziós sorozatokban. Az éhezők viadala-filmsorozatban Cressidát alakította.

## Élete és pályafutása

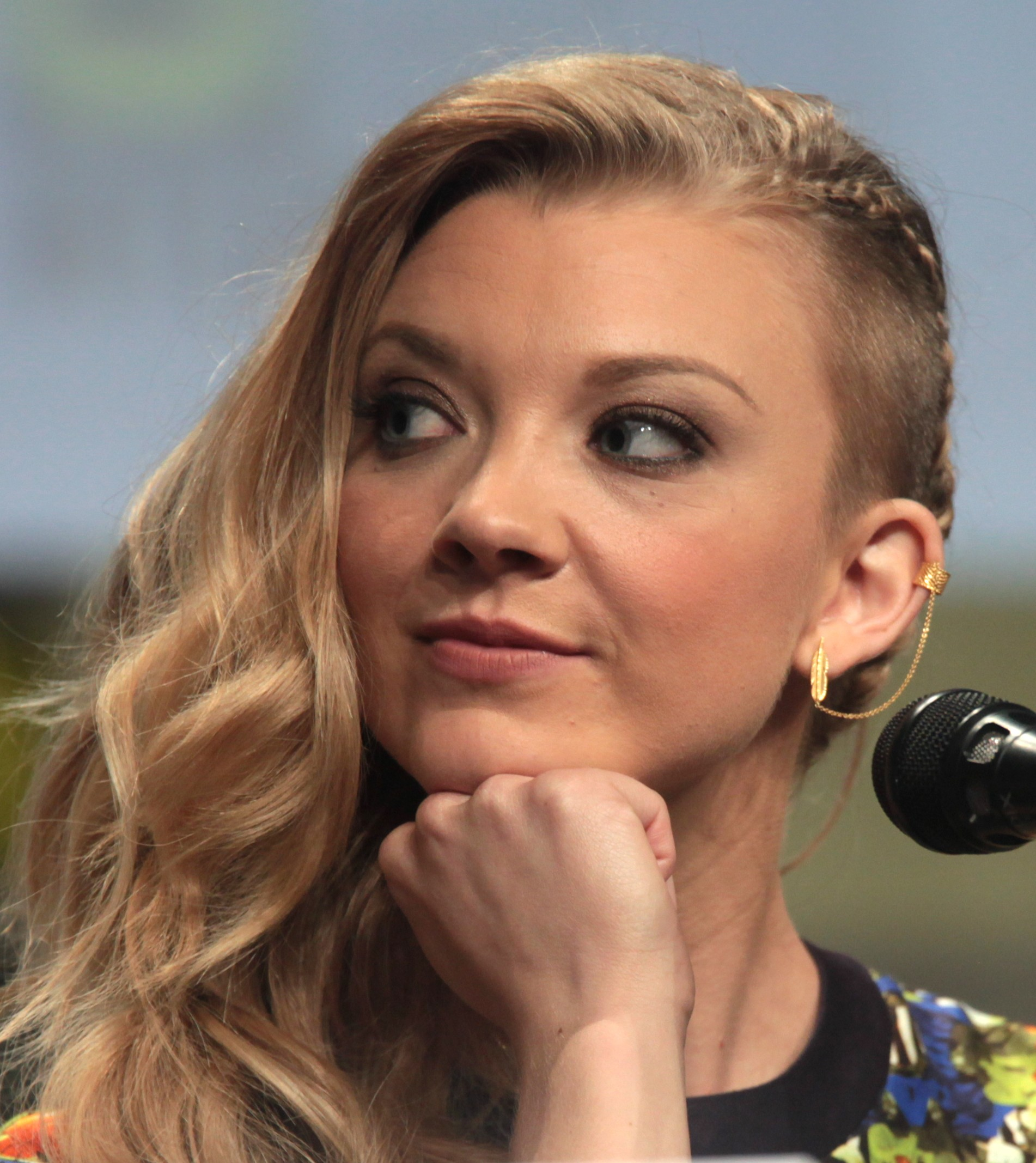
A 2014-es San Diego Comic-Con rendezvényen

A Webber Douglas Academy drámai tagozatára jelentkezett, ahol Rupert Friend, Matthew Goode, Hugh Bonneville és Minnie Driver is tanult. Hat hónap után sikeresen elvégezte. Meghallgatásra hívták, és megkapta Victoria szerepét a Casanova című filmben Heath Ledger és Sienna Miller oldalán.

## Filmográfia

### Film
| Év   | Magyar cím                                        | Eredeti cím                           | Szerep                  | Magyar hang     | Rendező               |
| ---- | ------------------------------------------------- | ------------------------------------- | ----------------------- | --------------- | --------------------- |
| 2005 | Casanova                                          | Casanova                              | Victoria Donato         | Szabó Zselyke   | Lasse Hallström       |
| 2007 | Trükkös gyémántrablás                             | Flawless                              | Cassie, a riporter      | Sánta Annamária | Michael Radford       |
| 2009 | Dubai álmok                                       | City of Life                          | Olga                    |                 | Ali F. Mostafa        |
| 2011 | W.E. – Országomat egy nőért                       | W.E.                                  | Erzsébet királyné       | Böhm Anita      | Madonna               |
| 2011 | Amerika Kapitány: Az első bosszúálló              | Captain America: The First Avenger    | Lorraine közlegény      | Peller Anna     | Joe Johnston          |
| 2013 | Hajsza a győzelemért                              | Rush                                  | Gemma nővér             | Gáspár Kata     | Ron Howard            |
| 2013 | A jogász                                          | The Counselor                         | Szőke nő                | Gáspár Kata     | Ridley Scott          |
| 2014 |                                                   | The Riot Club                         | Charlie                 |                 | Lone Scherfig         |
| 2014 | Az éhezők viadala: A kiválasztott – 1. rész       | The Hunger Games: Mockingjay – Part 1 | Cressida                | Bozó Andrea     | Francis Lawrence (1.) |
| 2015 | Az éhezők viadala: A kiválasztott – Befejező rész | The Hunger Games: Mockingjay – Part 2 | Cressida                | Bozó Andrea     | Francis Lawrence (2.) |
| 2016 | Sötét erdő                                        | The Forest                            | Sara Price / Jess Price | Pikali Gerda    | Jason Zada            |
| 2018 | Sötétségben                                       | In Darkness                           | Sofia                   | Bognár Anna     | Anthony Byrne         |
| 2018 | Zéró páciens                                      | Patient Zero                          | Dr. Gina Rose           | Szilágyi Csenge | Stefan Ruzowitzky     |
| 2019 | A professzor és az őrült                          | The Professor and the Madman          | Eliza Merrett           | Kiss Eszter     | Farhad Safinia        |
| 2019 | Állati szövetség                                  | Pest United                           | Belle (hangja)          |                 | Reinhard Klooss       |
| 2024 |                                                   | The Wasp                              | Carla                   |                 | Guillem Morales       |

### Televízió
| Év        | Magyar cím                                   | Eredeti cím                         | Szerep                       | Megjegyzések                                                           |
| --------- | -------------------------------------------- | ----------------------------------- | ---------------------------- | ---------------------------------------------------------------------- |
| 2005      |                                              | Distant Shores                      | nő                           | 1 epizód                                                               |
| 2007      |                                              | Rebus                               | Cassie                       | 1 epizód                                                               |
| 2007–2010 | Tudorok                                      | The Tudors                          | Boleyn Anna                  | - 21 epizód - magyar hangja: Pikali Gerda                              |
| 2009      |                                              | Masterwork                          | Mo Murphy                    | tévéfilm                                                               |
| 2009      | Agatha Christie: Marple                      | Agatha Christie's Marple            | Moira Nicholson              | - 1 epizód - (Miért nem szóltak Evansnek?) - magyar hangja: Gubás Gabi |
| 2011      |                                              | Silk                                | Niamh Cranitch               | 6 epizód                                                               |
| 2011      |                                              | The Fades                           | Sarah Etches                 | 6 epizód                                                               |
| 2011      |                                              | Poe                                 | Celeste Chevalier            | tévéfilm                                                               |
| 2012–2016 | Trónok harca                                 | Game of Thrones                     | Margaery Tyrell              | - 26 epizód - magyar hangja: Pikali Gerda                              |
| 2013–2014 | Sherlock és Watson                           | Elementary                          | Jamie Moriarty / Irene Adler | 6 epizód                                                               |
| 2016      | Lady W botrányos élete                       | The Scandalous Lady W               | Seymour Worsley              | - tévéfilm minisorozat (2 epizód) - magyar hangja: Gáspár Kata         |
| 2018      | Piknik a Függő-sziklánál                     | Picnic at Hanging Rock              | Mrs. Appleyard               | - 6 epizód - magyar hangja: Fehér Anna                                 |
| 2019      | A Sötét Kristály – Az ellenállás kora        | The Dark Crystal: Age of Resistance | Onica (hangja)               | 3 epizód                                                               |
| 2020      | Los Angeles-i rémtörténetek: Angyalok városa | Penny Dreadful: City of Angels      | Magda / Elsa / Alex / Rio    | főszereplő (10 epizód)                                                 |
| 2024      |                                              | White Lies                          | Edie Hansen                  | főszereplő (8 epizód)                                                  |
| 2024      | A kilences szám alatt                        | Inside No. 9                        | Lillian                      | 1 epizód                                                               |